# 湿田
湿田（しつでん）とは、水はけが悪く、非常にぬかるんでいる水田のことである。俗に「どべ田」などとも呼ばれる。

## 湿田と農業
かつての輪中などでは、腰まで泥に浸かったままでの作業が当たり前であった。しかし、土地改良や暗渠、排水機場の整備などによって機械が入れるようになった。現在では多くの田で早期に中干しや落水を行い、稲刈りの際に機械（コンバインなど）が入れるように地面を固く干す。だが、それでも年中湧水があるなどで全く乾かない田もあり、そのような田では機械を使うことが困難な場合がある。現代のコンバインはクローラを付けているが、それでもクローラが空転し、脱出困難になる(カメになる)場合がある。